# Thothori gNyan bTsan
Thothori gNyan bTsan var den 28:e kungen av Tibet enligt den traditionella tibetanska legenden.
Han tillhörde Yarlungdynastin som fanns i Yarlungdistriktet i södra Tibet. Moderna forskare tror att han var en historisk person och inte en påhittad legend, och han nämns även i en kinesisk källa. Han levde antingen under 400-talet eller under 200-talet
Enligt en tibetansk legend kom buddhistiska skrifter till Tibet för första gången under hans regeringstid. Enligt historien skedde detta på mirakulösa vis, men det kan också finnas historisk bakgrund till legenden (såsom buddhistiska missionärer). Detta var dock en engångshändelse, och ledde inte till att buddhismen fick fäste i Tibet under hans tid.